# Władysław Opala (polityk)
Władysław Opala (ur. 1892 w Żelechowie, zm. 1976) – działacz społeczny, poseł na Sejm Ustawodawczy (1919–1922). 

## Życiorys
Ukończył gimnazjum w Warszawie oraz Wydział Matematyczny Politechniki Lwowskiej, gdzie był asystentem przy Katedrze Geometrii Wykreślnej. Od sierpnia do września 1915 był sekretarzem Komitetu Obywatelskiego miasta Żelechowa. W 1916 założył pierwszą w Żelechowie i w powiecie garwolińskim szkołę średnią - gimnazjum ogólnokształcące i był jej dyrektorem w latach 1916–1919 oraz w roku szkolnym 1922/1923. Pełnił funkcję prezesa Zrzeszenia Nauczycieli Szkół Powszechnych, był członkiem Rady Szkolnej Okręgowej, sekretarzem żelechowskiego koła Polskiej Macierzy Szkolnej. W latach 1919–1922 był posłem na Sejm Ustawodawczy, wybrany z listy Związku Ludowo-Narodowego. Pełnił wówczas również funkcję przewodniczącego koła Polskiej Macierzy Szkolnej w Żelechowie
W 1927 przeniósł się do Tarnopola, gdzie na stanowisku nauczyciela państwowego gimnazjum i inspektora szkolnego pozostawał do wybuchu II wojny światowej.
Repatriowany do Zabrza w 1945, nauczyciel matematyki w miejscowym gimnazjum.
Był członkiem klubu Narodowego Zjednoczenia Ludowego.
Pochowany na cmentarzu parafialnym w Żelechowie.

## Ordery i odznaczenia
- Złoty Krzyż Zasługi (10 lutego 1939)[4]